# Braganza
Braganza (port. Bragança), kraljevska dinastija koja je vladala Portugalom 1640. – 1910. i Brazilom 1822. – 1889. Dinastija je ogranak dinastije Aviz koja je vladala Portugalom 1385. – 1580. godine.

## Povijest dinastije

### Dinastija Braganza
Osnivač je Alfons I., nezakoniti sin kralja Ivana I. Portugalskog, koji je 1442. godine postao vojvoda od Braganze. Njegov potomak, vojvoda Ivan I. od Braganze, tražio je pravo na kraljevsku krunu nakon izumruća prethodne dinastije 1580. godine, na temelju braka s princezom Katarinom Aviškom, no prijestolje je pripalo španjolskom kralju Filipu II. (1556. – 1598.). Obitelj je stupila na prijestolje 1640. godine nakon izgnona španjolskih vlasti iz Portugala, a prvi kralj iz dinastije Braganza bio je Ivan IV.
Poslije Napoleonove okupacije zemlje 1807. godine, kralj Ivan VI. odlazi u Brazil, odakle se vraća 1821., te ondje ostavlja sina Pedra, koji 1822. uzima naslov brazilskog cara i osniva brazilski ogranak obitelji.

### Dinastija Braganza-Sachsen-Coburg-Gotha
Godine 1835. kraljica Marija II. udala se za princa Ferdinanda iz njemačke kneževske dinastije Sachsen-Coburg-Gotha, čime je de facto utemeljen ogranak Braganza-Sachsen-Coburg-Gotha, iako je po zakonu dinastija i dalje nazivana isključivo Braganza.
Godine 1908. republikanci su izvršili atentat na kralja Karla I. i njegova sina i prijestolonasljednika Luja Filipa, nakon čega je mlađi sin Manuel II. stupio na prijestolje. Godine 1910. bio je, tijekom republikanske revolucije, prisiljen abdicirati s vlasti i otići u izbjeglištvo u Englesku.

## Popis portugalskih kraljeva iz dinastije Braganza

### Dinastija Braganza
- Ivan IV. (1640. – 1656.)
- Alfons VI. (1656. – 1667.)
- Petar II. (1667. – 1706.)
- Ivan V. (1706. – 1750.)
- Josip (1750. – 1777.)
- Marija I. i Petar III. (1777. – 1816.)
- Ivan VI. (1816. – 1826.)
- Petar IV. (1826.)
- Marija II. (1826. – 1828.)
- Mihajlo (1828. – 1834.)

### Dinastija Braganza-Sahsen-Coburg-Gotha
- Marija II. (1834. – 1853.) i Ferdinad II. (1836. – 1853.)
- Petar V. (1853. – 1861.)
- Ludovik I. (1861. – 1889.)
- Karlo I. (1889. – 1908.)
- Manuel II. (1908. – 1910.)